# 逃亡者
《逃亡者》（英語：Man on the Run）是揭露一个马来西亚发展有限公司丑闻（1MDB）的纪录片，导演及执行制片人为卡斯·米高·金（Cassius Michael Kim）。纪录片阐述了一马公司丑闻的经过，并聚焦在在逃商人刘特佐身上，同时揭露他与马来西亚前首相纳吉·阿都拉萨的关系。该纪录片于2023年9月22日和9月29日在纽约和洛杉矶开播，并在同年10月19日起在马来西亚GSC旗下的特定电影院放映。
纳吉曾在2022年的开斋节首日于吉隆坡接受导演团队采访。该片于2024年1月5日在串流平台网飞（Netflix）播映。

## 剧情
记录片主要围绕在逃商人刘特佐的主线展开，内容讲述这一起全球近年其中一个最大的金融丑闻案件。许多大事件也在纪录片被提起，如纳吉侵吞7亿美元、安东尼·凯文·莫莱斯被杀、2018年马来西亚大选政权更迭和领导反对纳吉的马哈迪·莫哈末上台执政、纳吉于2020年被定罪等等。

## 受采访人士
以下为在这部长达98分钟的纪录片中受采访的人士，以马来西亚为主：
- 前首相纳吉·阿都拉萨（采访当时尚未入狱）
- 前总检察长汤米·汤姆斯
- 首相安华·依布拉欣（采访当时尚未任相）
- 白沙罗前国会议员潘俭伟
- 泄密者赛维尔祖斯托
- 《砂拉越报告》主编凯丽·鲁卡瑟

## 相关事件
2024年1月8日，纳吉寻求马来西亚政府强制Netflix撤下《逃亡者》。1月11日，纳吉的律师团队正式致函通讯部长法米法兹，寻求《逃亡者》下架。
法米回应说，他近期将针对该课题，与通讯及多媒体委员会会面讨论。他说，在做任何决定前，将研究数项法律问题。首相安华·依布拉欣也说，政府将就纳吉提出的下架要求做出评估。
捍卫自由律师团发文告指出，政府无权要求Netflix撤下《逃亡者》。该律师团说，政府甚至不应该考虑或批准纳吉的有关请求，因为这是不合法的，Netflix并不受1998年通讯及多媒体法令的牵制，因为该平台是通过互联网传输流媒体服务。文告也说：“我们对首相安华指将考虑纳吉的要求而感到惊讶，而通讯部长法米早前也指如有要求，就会进行有关程序。”《逃亡者》导演卡修斯麦克金形容，纳吉要求下架该纪录片的行为，是在试图掩盖真相。
1月24日，法米在召开记者会时指通讯部交由法庭去裁决《逃亡者》在Netflix的命运。

## 评价
民主行动党元老林吉祥说，他在看《逃亡者》时，有两个问题困扰著他。第一是纳吉同意在中出镜，承认一马公司丑闻是历史上其中一宗最严重、最大的丑闻。在第二个疑问中，林吉祥引述纳吉在采访中的话说：
|  | 也许我……我可能太信任。呃，但是，呃，这是必要的，因为，呃，身为财政部长，我是一马公司的唯一股东， 我的签名是必要的。呃，但我从来没有想过，呃，那是一马公司诈骗计划的一部分。 |

|                                | 从某种意义上说，我失败了，我信任了错误的人。是的，但体系也让我失败了，我认为必须注意这一点。本来应该支持我的体系让我失败了，让马来西亚人民失败了。 |
| ——林吉祥引述纳吉在采访里说的话 | |

林吉祥因此认为，这是纳吉首次承认，一马公司丑闻是世界上其中一宗最大的腐败丑闻。
与纳吉来自同个政党，即巫统的青年团团长阿克马沙烈批评，《逃亡者》不仅存在对纳吉的偏见与诽谤，其内容更是恶意刻画了纳吉的负面形象。他指出，《逃亡者》作为一部纪录片，未以专业与道德的角度叙事，而是带有宣传的性质去片面地描述这个故事。阿克玛批评，该纪录片将纳吉与阿尔丹杜雅·沙丽布谋杀案及安东尼·凯文·莫莱斯谋杀案联系到了一起，这些都属于“媒体审判”，而纳吉仍在法庭上审讯，这是具有恶意宣传，形成让人对纳吉的负面印象。他因此呼吁通讯及多媒体委员会采取行动，要求Netflix撤下纪录片。

## 知名度
该片发布后，跃升Netflix大马电影榜第2位。